# Santa Margherita Ligure
Santa Margherita Ligure (en ligur Santa Margaita) és un municipi italià, situat a la regió de la Ligúria i a la ciutat metropolitana de Gènova. L'any 2012 tenia 9.639 habitants. Limita amb les comunes de Camogli, Portofino i Rapallo.